# Владіміреску (комуна)
Владіміреску (рум. Vladimirescu) — комуна у повіті Арад в Румунії. До складу комуни входять такі села (дані про населення за 2002 рік):
- Владіміреску (6355 осіб) — адміністративний центр комуни
- Миндрулок (1092 особи)
- Хорія (2278 осіб)
- Чичир (924 особи)

Комуна розташована на відстані 413 км на північний захід від Бухареста, 6 км на схід від Арада, 46 км на північ від Тімішоари.

## Населення
За даними перепису населення 2002 року у комуні проживали 10 649 осіб.
Національний склад населення комуни:
| Національність | Кількість осіб | Відсоток |
| -------------- | -------------- | -------- |
| румуни         | 9880           | 92,8%    |
| угорці         | 335            | 3,1%     |
| німці          | 229            | 2,2%     |
| цигани         | 128            | 1,2%     |
| словаки        | 37             | 0,3%     |
| українці       | 21             | 0,2%     |
| італійці       | 7              | 0,1%     |
| серби          | 5              | < 0,1%   |
| болгари        | 4              | < 0,1%   |
| турки          | 1              | < 0,1%   |
| чехи           | 1              | < 0,1%   |

Рідною мовою назвали:
| Мова       | Кількість осіб | Відсоток |
| ---------- | -------------- | -------- |
| румунська  | 9988           | 93,8%    |
| угорська   | 303            | 2,8%     |
| німецька   | 204            | 1,9%     |
| циганська  | 84             | 0,8%     |
| словацька  | 36             | 0,3%     |
| українська | 17             | 0,2%     |
| італійська | 6              | 0,1%     |
| сербська   | 5              | < 0,1%   |
| турецька   | 2              | < 0,1%   |
| болгарська | 2              | < 0,1%   |
| чеська     | 1              | < 0,1%   |

Склад населення комуни за віросповіданням:
| Релігія                                       | Кількість осіб | Відсоток |
| --------------------------------------------- | -------------- | -------- |
| православні                                   | 8757           | 82,2%    |
| п'ятдесятники                                 | 682            | 6,4%     |
| римо-католики                                 | 507            | 4,8%     |
| баптисти                                      | 265            | 2,5%     |
| греко-католики                                | 118            | 1,1%     |
| реформати                                     | 82             | 0,8%     |
| адвентисти                                    | 48             | 0,5%     |
| бретрени                                      | 30             | 0,3%     |
| старообрядці                                  | 18             | 0,2%     |
| лютерани (Синодально-пресвітеріанська церква) | 7              | 0,1%     |
| лютерани                                      | 6              | 0,1%     |
| не релігійні                                  | 6              | 0,1%     |
| мусульмани                                    | 3              | < 0,1%   |
| унітарії                                      | 2              | < 0,1%   |
| лютерани (Аугсбурзького сповідання)           | 2              | < 0,1%   |
| юдеї                                          | 2              | < 0,1%   |
| атеїсти                                       | 1              | < 0,1%   |
| не вказали релігію                            | 16             | 0,2%     |